# プロヴァンシアル
プロヴァンシアル（仏: Les Provinciales）は、フランスの思想家ブレーズ・パスカルによって1656年から1657年にかけて筆名「ルイ・ド・モンタルト（仏: Louis de Montalte）」の名で発表された一連の論争的書簡である。
正式題名は「ルイ・ド・モンタルトが田舎の友人とジェスイットに宛て、これらの教父の道徳と政治について書いた手紙（仏: Lettres écrites par Louis de Montalte à un provincial de ses amis et aux RR. PP. Jésuites sur le sujet de la morale et de la politique de ces Pères）」である。
この作品はジャンセニスムの立場からジェスイットの道徳神学を批判する内容であり、17世紀フランスの宗教論争を代表する文書であると同時に、フランス散文史における傑作ともされている。

## 歴史的背景

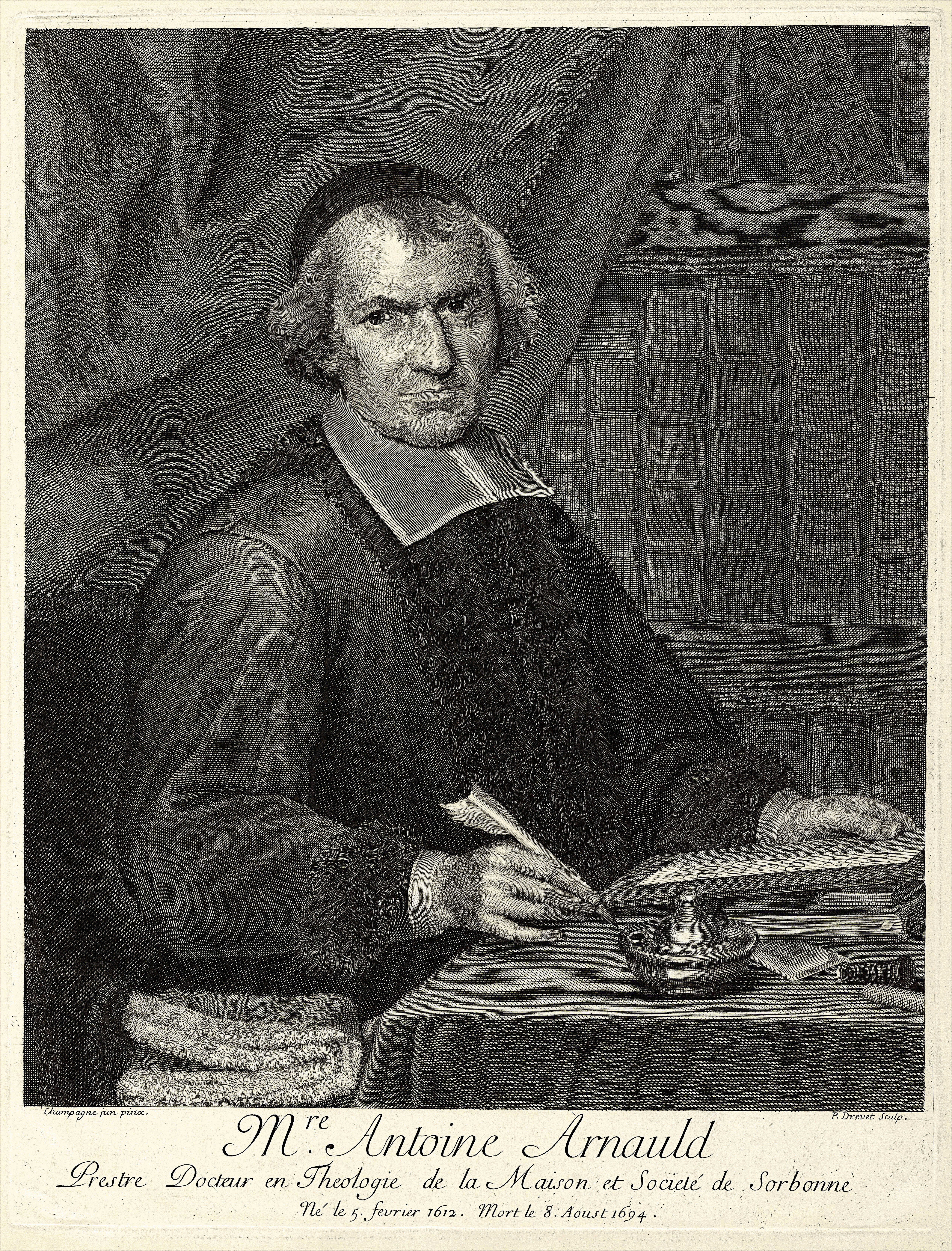
アルノー肖像画

16世紀半ばからアウグスティヌスの恩寵論を継承するジャンセニスムの教義は、ジェスイットのキリスト教とヒューマニズムとの調和を図ろうとする近代主義的な考え方に対して論争を重ねていた。
1640年にコルネリウス・ヤンセンの遺作である『アウグスティヌス―人間の本性の健全さについて（Augustinus;humanae naturae sanitate）』が出版されるとともに論争が再燃した。1653年『アウグスティヌス―人間の本性の健全さについて』から導き出されたと言われる「五命題」がローマ教皇インノケンティウス10世により異端宣告を受けた。また、ジェスイットは政府と共同して、ジャンセニスムとつながりの深いポール・ロワイヤル修道院を葬り去ろうと画策した。
こうした論争の渦中で、ポール・ロワイヤル修道院に属するジャンセニストの指導者アントワーヌ・アルノーが五命題の自体の意味内容については異端と認めるが、ヤンセンの遺作「アウグスティヌス」には「五命題」は記載が無いと反論している。しかしながら、1656年1月14日にパリ大学で投票が行われ、その結果アルノーの主張は退けられた。
異端の疑いで糾弾されたアルノーは民衆に訴えるために筆を取り反駁文書を作成するとともに同士に披露した。しかし、文章は神学的で抽象論が続くため同士からの賛同を得ることができなかった。このため、アルノーはパスカルに民衆に訴えるような反駁書を書くことを依頼した。パスカルは宗教論争に加わることにためらいを見せながらも、反駁書の作成に応じ一夜で原稿を作成した。この原稿を読んだ同士は反駁書の内容を高く評価するとともに、さっそく出版されることになった。
第一の手紙は1656年1月23日の日付で刊行され、市内だけでなくポール・ロワイヤルの人達により地方にも発送され大反響を呼んだ。

## 構成
『プロヴァンシアル』は、架空の「地方の住人（provincial）」に宛てた18通の書簡という形式で構成されている。
1. 第1〜3通：アントワーヌ・アルノーの弁護と、彼に対する不当な糾弾に対する反論[1][12]。
2. 第4通：現実の恩寵について[1][12]。
3. 第5〜9通：ジェスイット（イエズス会）の緩みきった道徳の批判[1][12]。
4. 第10通：ジェスイットの改悛と告解[1][12]。
5. 第11〜16通：ジェスイットからの反論に対する回答[1][12]。
6. 第17〜18通：ジャンセニスム擁護論[1][12]。

これらの手紙は、一般の読者にも理解しやすいよう書かれている。巧みな皮肉と雄弁を駆使し明晰な文章であった。

### 引用
1. ↑  五命題
第一條、神の命令の或るものは、正しい人が實行しようと欲しかつ努力しても不可能である。それを可能にする恩寵が彼らに缺けている。
第二條、人間性の堕落せる狀態では、内的恩寵は不可抗のものである。
第三條、堕落の狀態では、賞罰に値する行爲をするために、人間は「必然性からの自由」をもつ必要はなく、「強制からの自由」をもつだけで足りる。
第四條、半ペラギウス主義者たちは、一々の行爲に對し、また信仰の開始に對してさえ、先行する内的恩寵が必要であることを認める點で正しいが、彼らは、人間の意志がこの恩寵に抗することも従うこともできると主張する點で異端である。
第五條、キリストが、例外なくあらゆる人のために死し血を流した、というのは、半ペラギウス的異端である。
（野田又男著『パスカル』　岩波文庫 C21 112頁6行目〜13行目より引用）